# Mir Abdolrez Daryabeigi
Mir Abdolrez Daryabeigi (Rasht, 30 gennaio 1930 – Nogent-sur-Marne, 1º novembre 2012) è stato un artista iraniano.
Daryabeigi è stato un artista innovatore dell'Arte moderna iraniana. Ha studiato e conseguito le Lauree sia in Storia che in Geografia all'Università di Teheran. Dopo aver conseguito la laurea ha studiato composizione e tecniche artistiche negli studi di Marcos Grigorian e Ali Azargin.
Ha esposto i suoi primi lavori nel 1960, ricevendo una menzione speciale in una esposizione organizzata dall'UNESCO nel 1968.
Qualche anno dopo ha conseguito un nuovo diploma in litografia all'Università di Salisburgo in Austria.